# Drew Karpyshyn
Drew Karpyshyn (* 28. července 1971) je kanadský spisovatel a videoherní scenárista ukrajinského původu. Působil jako hlavní autor Star Wars: Knights of the Old Republic pro studio BioWare a byl hlavní autor prvních dvou videoher Mass Effect. V roce 2012 opustil BioWare, aby se soustředil na své romány Chaos Born, a vrátil se k němu o tři roky později v roce 2015. 9. března 2018 oznámil, že znovu opouští BioWare, aby se mohl věnovat své nezávislé práci.

## Dílo

### Videohry
- Baldur's Gate II: Shadows of Amn (2000)
- Baldur's Gate II: Throne of Bhaal (2001)
- Neverwinter Nights (2002)
- Neverwinter Nights: Hordes of the Underdark (2003)
- Star Wars: Knights of the Old Republic (2003)
- Jade Empire (2005)
- Mass Effect (2007)
- Mass Effect 2 (2010)
- Star Wars: The Old Republic (2011)
- Anthem (2019)

### Knihy
Forgotten Realms
- Baldur's Gate II: Throne of Bhaal (2001)
- Temple Hill (2001)

Star Wars
- Star Wars - Darth Bane: Cesta zkázy (2006)
- Star Wars - Darth Bane: Pravidlo dvou (2007)
- Star Wars - Darth Bane: Dynastie zla (2009)
- Star Wars: The Old Republic: Revan (2011)
- Star Wars: The Old Republic: Annihilation (2012)

Mass Effect
- Mass Effect: Revelation (2007)
- Mass Effect: Ascension (2008)
- Mass Effect: Retribution (2010)

Chaos Born
- Children of Fire (2013)
- The Scorched Earth (2014)
- Chaos Unleashed (2015)